# Autoserica excisiceps
Autoserica excisiceps är en skalbaggsart som beskrevs av Frey 1972. Autoserica excisiceps ingår i släktet Autoserica och familjen Melolonthidae. Inga underarter finns listade.